# Premierzy Chorwacji

## Chronologiczna lista szefów rządu państwa chorwackiego

### Niepodległe Państwo Chorwackie(1941–1945)
| # | Imię i nazwisko           | Portret | Kadencja         | Kadencja         | Partia polityczna | Partia polityczna |
| # | Imię i nazwisko           | Portret | Od               | Do               | Partia polityczna | Partia polityczna |
| - | ------------------------- | ------- | ---------------- | ---------------- | ----------------- | ----------------- |
| - | Mile Budak (1889–1945)    |         | 11 kwietnia 1941 | 16 kwietnia 1941 |                   | Ustasze           |
| 1 | Ante Pavelić (1889–1956)  |         | 16 kwietnia 1941 | 2 września 1943  | Ustasze           |                   |
| 2 | Nikola Mandić (1869–1945) |         | 2 września 1943  | 8 maja 1945      | Ustasze           |                   |

     tymczasowo

### Republika Chorwacji (1990–)
| #  | Imię i nazwisko              | Portret          | Kadencja             | Kadencja             | Partia polityczna | Partia polityczna | Rząd |
| #  | Imię i nazwisko              | Portret          | Od                   | Do                   | Partia polityczna | Partia polityczna | Rząd |
| -- | ---------------------------- | ---------------- | -------------------- | -------------------- | ----------------- | ----------------- | ---- |
| 1  | Stjepan Mesić (ur. 1934)     |                  | 25 lipca 1990        | 24 sierpnia 1990     |                   | HDZ               | •    |
| 2  | Josip Manolić (1920–2024)    |                  | 24 sierpnia 1990     | 17 lipca 1991        | •                 | HDZ               |      |
| 3  | Franjo Gregurić (ur. 1939)   |                  | 17 lipca 1991        | 12 sierpnia 1992     | •                 | HDZ               |      |
| 4  | Hrvoje Šarinić (1935–2017)   |                  | 12 sierpnia 1992     | 3 kwietnia 1993      | •                 | HDZ               |      |
| 5  | Nikica Valentić (1950–2023)  |                  | 3 kwietnia 1993      | 7 listopada 1995     | •                 | HDZ               |      |
| 6  | Zlatko Mateša (ur. 1949)     |                  | 7 listopada 1995     | 27 stycznia 2000     | •                 | HDZ               |      |
| 7  | Ivica Račan (1944–2007)      |                  | 27 stycznia 2000     | 30 lipca 2002        |                   | SDP               | 1    |
| 7  | Ivica Račan (1944–2007)      | 30 lipca 2002    | 23 grudnia 2003      | 2                    |                   | SDP               |      |
| 8  | Ivo Sanader (ur. 1953)       |                  | 23 grudnia 2003      | 12 stycznia 2008     |                   | HDZ               | 1    |
| 8  | Ivo Sanader (ur. 1953)       | 12 stycznia 2008 | 6 lipca 2009         | 2                    |                   | HDZ               |      |
| 9  | Jadranka Kosor (ur. 1953)    |                  | 6 lipca 2009         | 23 grudnia 2011      | •                 | HDZ               |      |
| 10 | Zoran Milanović (ur. 1966)   |                  | 23 grudnia 2011      | 22 stycznia 2016     |                   | SDP               | •    |
| 11 | Tihomir Orešković (ur. 1966) |                  | 22 stycznia 2016     | 19 października 2016 |                   | Bezpartyjny       | •    |
| 12 | Andrej Plenković (ur. 1970)  |                  | 19 października 2016 | 23 lipca 2020        |                   | HDZ               | 1    |
| 12 | Andrej Plenković (ur. 1970)  | 23 lipca 2020    | 17 maja 2024         | 2                    |                   | HDZ               |      |
| 12 | Andrej Plenković (ur. 1970)  | 17 maja 2024     |                      | 3                    |                   | HDZ               |      |